# Milan Šmíd
Milan Šmíd (* 5. září 1944 Praha) je český mediální analytik, publicista a vysokoškolský pedagog působící na FSV UK. Od roku 1969 do roku 1990 působil v zahraniční redakci Československé televize. Členem Komunistické strany Československa byl od roku 1965 do roku 1990.

## Dílo
- Pojďme si říct, jak je to doopravdy, Book Dock, Praha 2018, 114 stran. ISBN 978-80-88066-20-0 (rozšířená online verze ke stažení ve formátu pdf na https://www.louc.cz/pril01/Sloupkyrozhlas.pdf)
- Novinář a jeho zdroje v digitální éře, Karolinum, Praha 2009, 203 stran. ISBN 978-80-246-1661-2
- Média, internet, TV Nova a já, ISV, Praha 2000, 218 stran. ISBN 80-85866-69-2
- Stručný slovník elektronických médií, Karolinum, Praha 1995, 57 str. ISBN 80-7184-142-0
- Úvod a texty ke studiu masových médií, FSV UK, Karolinum, Praha 1992, 164 str.
- Televize ve světě, ČST, Praha 1989, 200 str.

## Spoluautorství
- Česká média 1995-2005. In: 10 let v českých médiích. Newton IT/Portál, Praha 2005, str. 23-31. ISBN 80-7178-925-9
- Diskuse o vysílání veřejné služby v evropském kontextu. In: Rozvoj české společnosti v Evropské unii III (Média, Teritoriální studia). Sborník textů ze stejnojmenné konference UK 21.-23. listopadu 2004. Matfyzpres, Praha 2004, str. 63-74. ISBN 80-86732-35-5
- Televize veřejné služby a amsterodamský protokol EU. In: Veřejná služba ve veřejnoprávních médiích. Sborník textů ze semináře: Veřejná služba ve veřejnoprávních médiích, Český Krumlov, 8.-9. listopadu 2002. Česká média, Praha 2003, str.209-223. ISBN 80-7220-142-5
- Desetiletí České televize. In: (Prvních) 10 let České televize, Česká televize, Praha 2002, str.9-14. ISBN 80-85005-37-9
- encyklopedická hesla In: Osvaldová B., Halada J. a kol. Praktická encyklopedie žurnalistiky. 2. vydání. Libri, Praha 2002, ISBN 80-7277-108-6
- Internet jako prostředek komunikace mezi vládou a občany. In: Konsolidace vládnutí a podnikání v ČR a v EU. Sborník konference z 31.10.-2.11.2002. Matfyzpress, Praha 2002, str. 240-247. ISBN 80-86732-00-2
- Digitalizace médií v historii a současnosti. In: Institucionalizace (ne)odpovědnosti: globální svět, evropská integrace a české zájmy. Sborník konference z 1.-2.12.2000, editoři Kabele, Jiří, Mlčoch Lubomír. Karolinum, Praha 2001, str. 213-218. ISBN 80-246-0378-0
- Zpravodajství internetové žurnalistiky. In: Zpravodajství v médiích, Karolinum, Praha 2001, str. 98-108. ISBN 80-246-0248-2
- Svědectví o lidech a době a služba veřejnosti. In: Česká televize – věc veřejná. Sborník z konference ČT z 25.11.2000. Česká televize, Praha 2000, ISBN 80-85005-31-X
- Media Policy – Does It Exist in East-Central Europe? In: Media 95, Experience and Expectation – Five Years After, sborník konference. Karolinum, Praha 1996, str. 121-128. ISBN 80-7066-549-1